# HMS Unden (A216)
HMS Unden (A216) var ett svenskt vattentransportfartyg. Fartyget byggdes av Ekensbergs Varv och levererades 1946.